# Glasmuseum Immenhausen

Altarfenster (Leihgabe im Glasmuseum)

Das Glasmuseum Immenhausen liegt am Reinhardswald bei Kassel. Es befindet sich in der Trägerschaft der Stadt Immenhausen. Das Museum wird unterstützt und gefördert durch die „Gesellschaft der Freunde der Glaskunst Richard Süßmuth e.V.“

## Geschichte
Das Glasmuseum wurde im Jahre 1987 in dem umgebauten Generatorgebäude der ehemaligen Glashütte Süßmuth eröffnet. Das Museum gibt Einblicke in die Geschichte der Glasherstellung von den Anfängen im Nahen Osten vor fast 6000 Jahren bis zu den Waldglashütten des 16. Jahrhunderts im nordhessisch-südniedersächsischen Raum. Das bedeutendste Ausstellungsstück ist ein emailbemalter Kurfürstenhumpen aus dem Jahre 1597.

## Ausstellung

### Glasgewerbe in Immenhausen

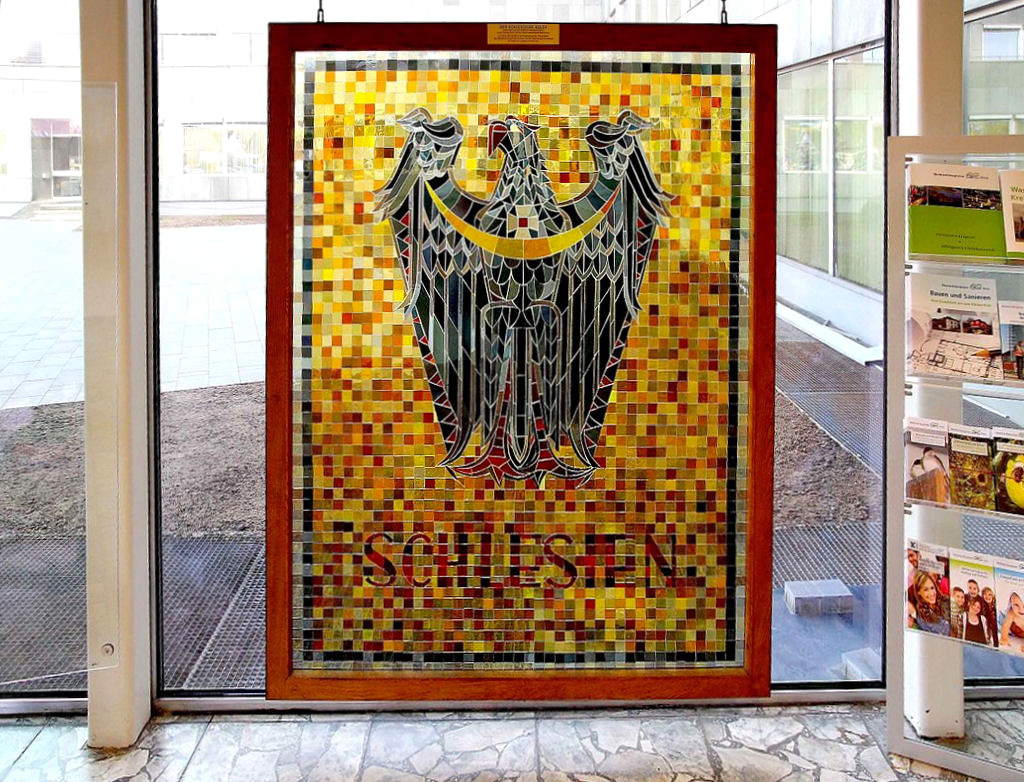
Schlesischer Adler im Kreishaus des Rheinisch-Bergischen Kreises – Reverenz an die schlesische Heimat des Unternehmens

Das Glasgewerbe am Hüttenstandort Immenhausen steht im Mittelpunkt der Ausstellung. Neben den Herstellungs- und Veredlungstechniken, die anhand von Arbeitsgeräten, Maschinen, Fotos und Videos aus der Glashütte dargestellt werden, gibt es Informationen zur regionalen Verbreitung der Glasmacherkunst und den Arbeits- und Lebensbedingungen der Glasmacher in den Waldglashütten in Nordhessen.
Die im Museum dokumentierte Geschichte der Glashütte Immenhausen beginnt im Jahre 1898, als der von zwei Unternehmern 1809 gegründete Betrieb durch die Herren von Buttlar von Ziegenhagen nach Immenhausen verlegt wurde. Das Unternehmen, in dem vorwiegend medizinisch-pharmazeutisches Gebrauchsglas und einfaches Haushaltsglas hergestellt wurde, erfuhr nach der Übernahme durch Hermann Lamprecht vor dem Ersten Weltkrieg einen wirtschaftlichen Aufschwung, der vor allem durch die Erfindung und Produktion der patentierten Arznei-Tropfflaschen begründet war, die weltweit verkauft wurden. Ende der 1920er Jahre kam es durch Inflation und Weltwirtschaftskrise zur Produktionseinstellung.

### Glasgewerbe in Penzig
Richard Süßmuth, dem Namensgeber der letzten Glashütte in Immenhausen, kommt in der Museumssammlung besondere Bedeutung zu. In den 1920er Jahren gründete der Glasschleifer und Absolvent der Dresdner Hochschule für Kunsthandwerk in Penzig in Schlesien eine Werkstatt für Glasveredelung, in der er farblose Gebrauchsgläser durch einen für ihn typischen Schliff sparsam dekorierte und hiermit internationale Erfolge errang. Nach dem Zweiten Weltkrieg übernahm er als Heimatvertriebener die Produktionsstätte in Immenhausen und knüpfte an seine Erfolge in den 1920er und 1930er Jahren an. Die Geschichte der Veredelungswerkstatt in Penzig und der Glashütte in Immenhausen wird durch Glasobjekte wie auch durch Fotos und Infotafeln erläutert. Ab 1948 entstand unter Süßmuths Leitung wieder von ihm entworfenes Kunst- und Gebrauchsglas. Zahlreiche Exponate zeigen das von ihm entworfene Design und den für ihn typischen Schliff farbloser Gläser.

### Gebrauchsglas
Einen weiteren Schwerpunkt setzt das Museum innerhalb seiner ständigen Ausstellung mit der Entwicklungsgeschichte des Gebrauchsglases vom Jugendstil bis zur Gegenwart. Hier wird anhand von Kelchgläsern, Vasen und anderen Gebrauchsgegenständen gezeigt, wie sich das Glasdesign von 1890 bis heute verändert hat, welche neuen Herstellungstechniken und Glasarten im vergangenen Jahrhundert entwickelt wurden und wie auch das Glas der Mode unterworfen ist. Deshalb sind hier Arbeiten bedeutender Entwerfer und verschiedener Glashütten aus dem In- und Ausland zu sehen. 

### Moderne Glaskunst
Eine Abteilung des Museums ist der modernen Glaskunst gewidmet. Seit Mitte der 1960er Jahre profitierten die Künstler von der Entwicklung eines kleinen Ofens, der sie unabhängig von den Glashütten machte. In der sogenannten Studioglasbewegung entstanden Kunstobjekte mit vorwiegend dekorativem Charakter. Das Museum besitzt eine umfangreiche internationale Sammlung dieser Objekte, die die Entwicklung der modernen Glaskunst darstellt.
Sonderausstellungen beschäftigen sich mit unterschiedlichen nationalen und internationalen Glaskünstlern und ihrem Werk, aber auch mit verschiedenen Themen aus den Bereichen Glasherstellung und Veredelung.

## Immenhäuser Glaspreis
Seit dem Jahr 2000 wird durch die Stadt Immenhausen alle drei Jahre in einem Wettbewerb der zeitgenössischen Glaskunst der „Immenhäuser Glaspreis“ ausgeschrieben. Dabei dürfen maximal zwei neue Arbeiten der über 70 in Deutschland ansässigen Glaskünstler eingereicht werden, welche innerhalb der letzten 3 Jahre entstanden sein sollen und noch keinem Publikum vorgestellt worden sind.
Weiterhin finden im Museum Workshops, Konzerte, und Vorträge statt. 